# Xã Adell, Quận Sheridan, Kansas
Xã Adell (tiếng Anh: Adell Township) là một xã thuộc quận Sheridan, tiểu bang Kansas, Hoa Kỳ. Năm 2010, dân số của xã này là 12 người.